# 시사트레카살리
시사트레카살리(이탈리아어: Sissa Trecasali, 파르마 방언: Sèsa Tricasè)는 이탈리아 에밀리아로마냐주의 파르마도에 있는 코무네(자치단체)이다.
2014년 1월 1일 시사(Sissa)와 트레카살리(Trecasali) 지방자치단체가 합병하여 결성되었다.